# Trypauchenichthys
Trypauchenichthys  é um género de peixe da família Gobiidae e da ordem Perciformes.

## Espécies
- Trypauchenichthys larsonae (Murdy, 2008)[3]
- Trypauchenichthys sumatrensis (Hardenberg, 1931)[4]
- Trypauchenichthys typus (Bleeker, 1860)[5][6][7][8][9][10][11][12]